# 珠洲温泉
珠洲温泉（すずおんせん）は、石川県珠洲市宝立町鵜飼にある温泉。

## 概要
明治時代に公衆浴場『宝湯』が創業。
1957年に、当時銭湯であった宝湯が銭湯用に使っていた井戸を200m掘り抜き、「珠洲温泉 鵜飼一号源泉」を湧出したのが温泉としての始まりである。
見附海岸にある自家源泉で、源泉のある一軒宿のひとつ「珠洲温泉のとじ荘」では見附島を眺めながら湯を楽しめる露天風呂が好評である。

## 泉質
- 泉質 - 弱食塩泉[4]
- 泉温 - 36℃（1997年時点）[4]、34.2℃[3]
- 湯色 - 無色透明[3]
- PH値 - 8.2弱アルカリ性
- その他 - 無臭、飲用不可[3]
- 源泉数 - 1[3]

## 温泉街
『のとじ荘』、『宝湯』（明治中期から営業、公衆浴場の本館と宿泊施設の別館で構成）、『二島旅館』（1922年創業）の3施設が所在する。
2024年1月1日の能登半島地震では、『宝湯』の本館が全壊する被害を受け、館内にいた数人の客のうち常連客1人が犠牲となった（発生から5日後に遺体で発見された）。ただし、本館の源泉は無事であったため、津波で浸水したものの倒壊を免れた別館の家族風呂に源泉の湯を引いた即席の浴槽を設置し、同年2月9日に浴場を本格再開した。

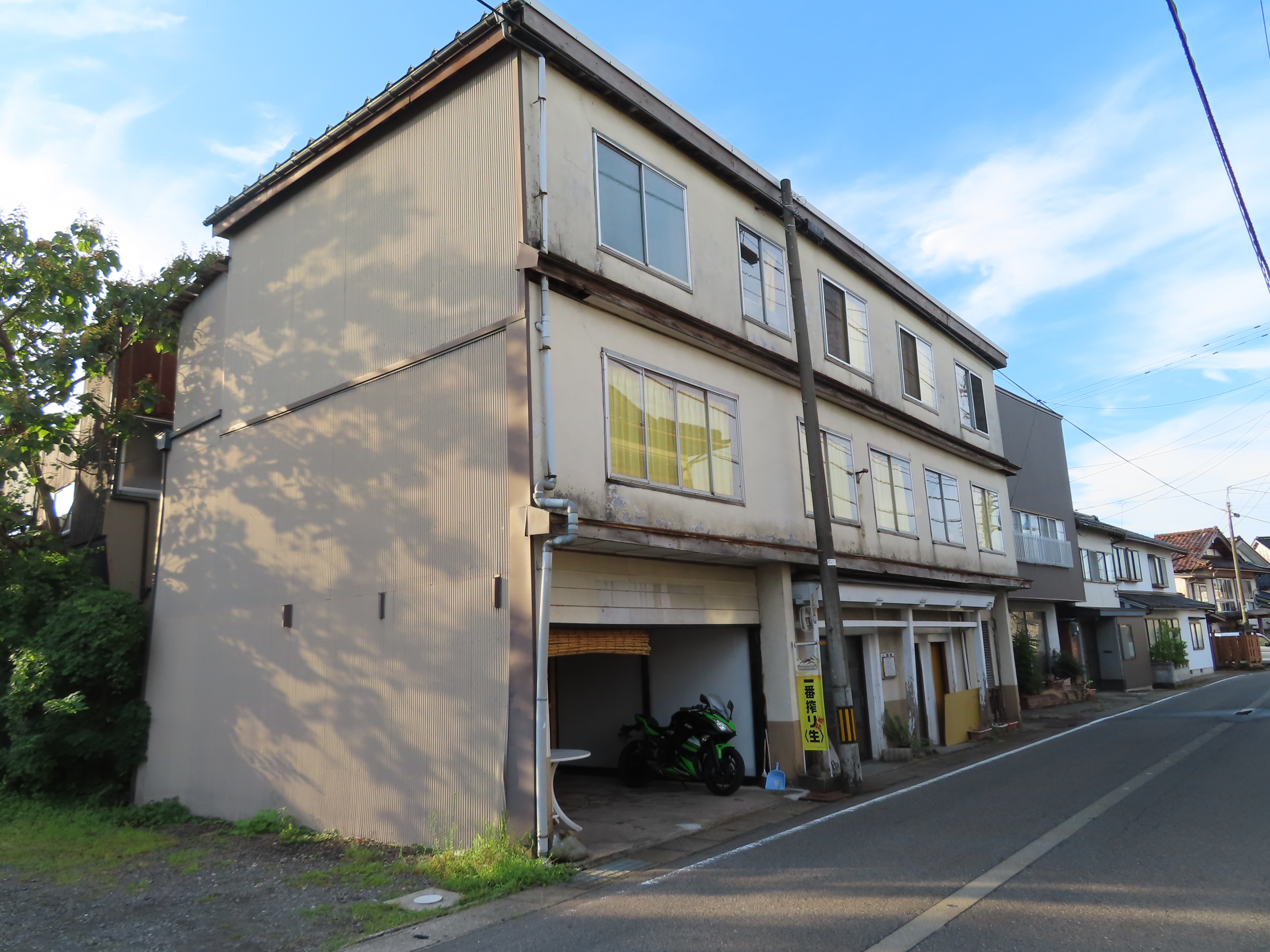
宝湯
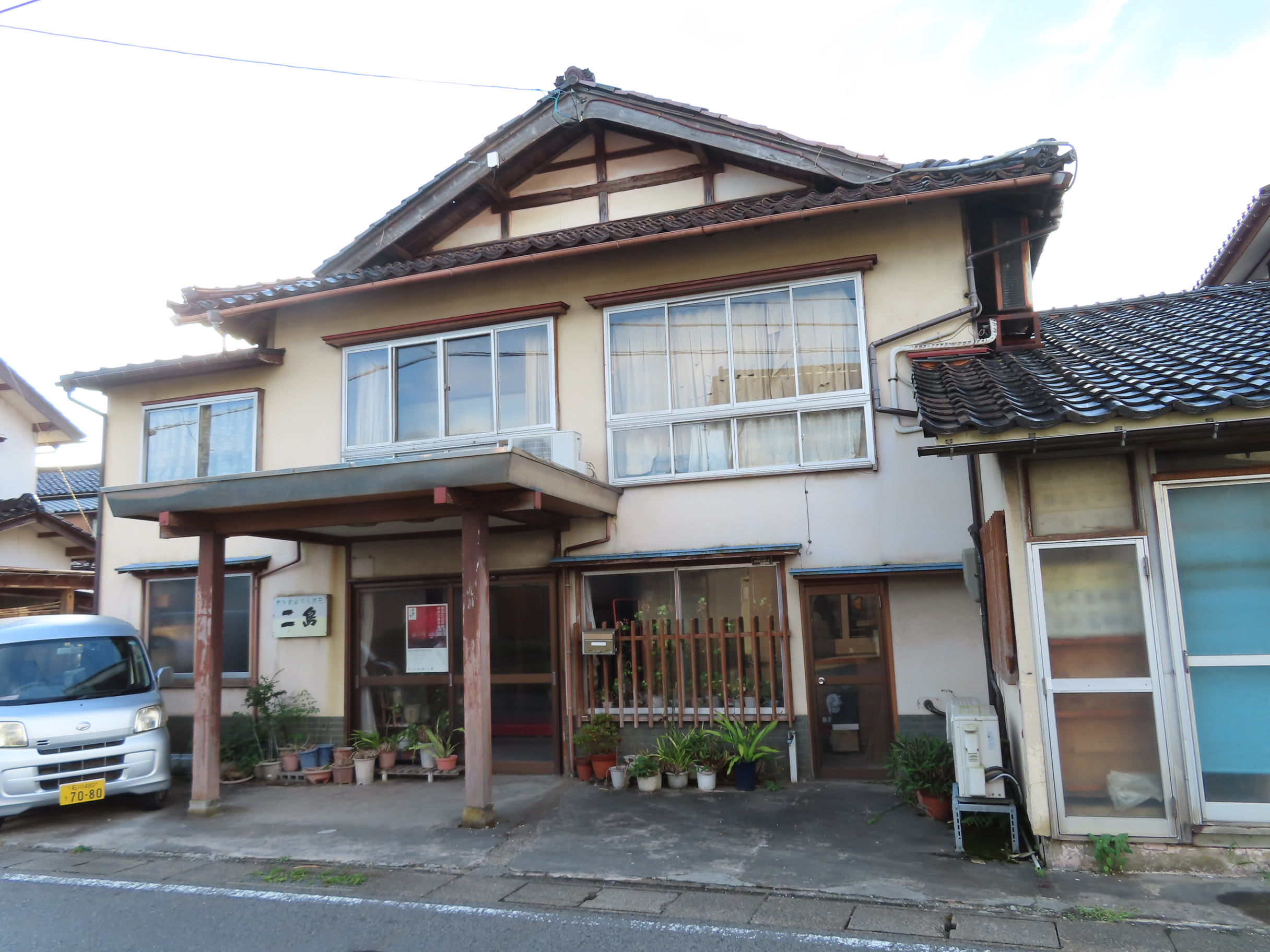
二島旅館